# 戦後

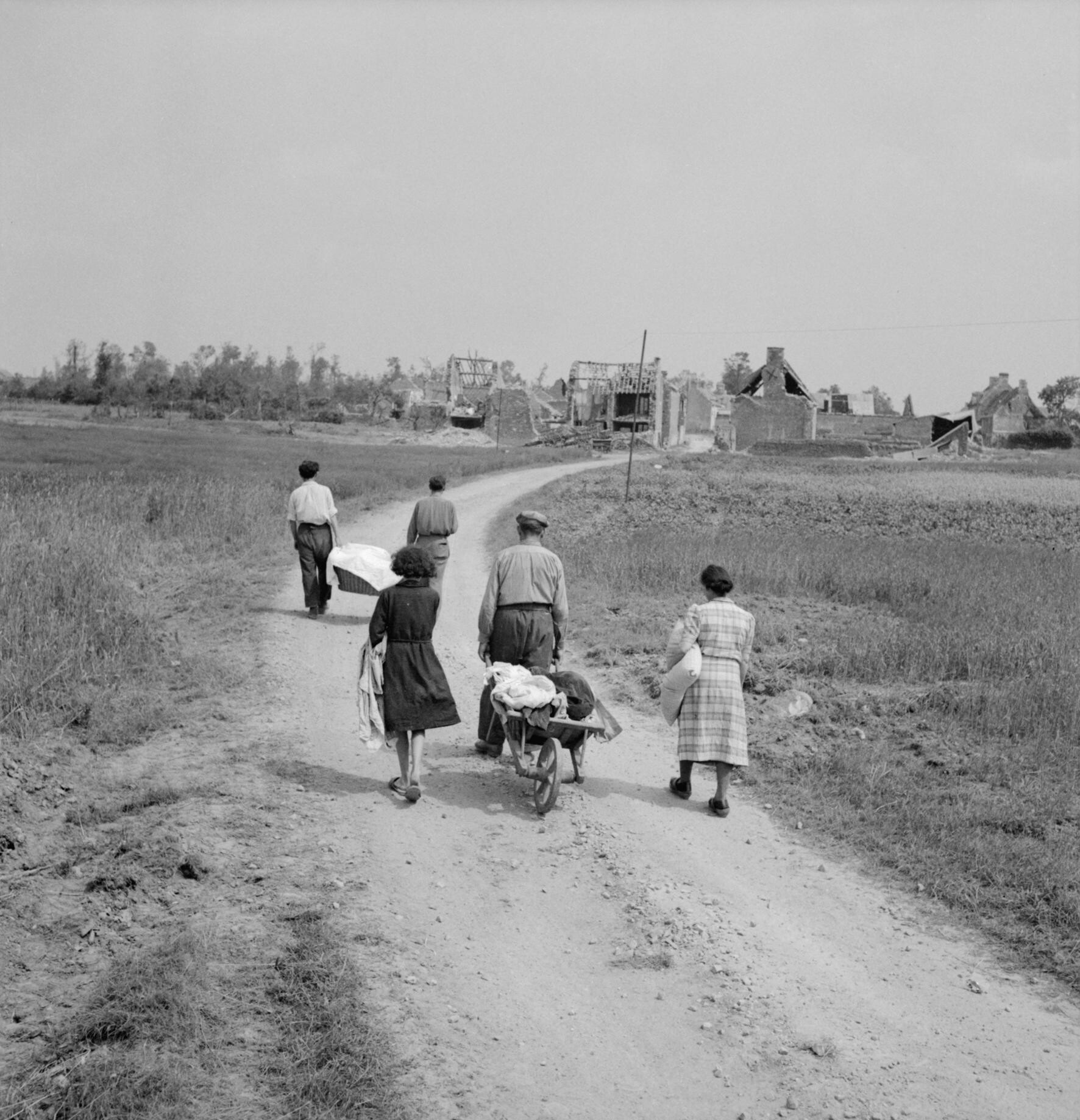
1944年7月、カーンの戦いで破壊された村に戻るフランスの家族

戦後（せんご、英: Post-war、仏: après-guerre）は、戦争の終結後の短期または長期的な期間を指す言葉・概念。用語としての戦後は、通常、1945年に終結した第二次世界大戦後の期間を指す。世界大戦など大きな戦争を一つの時代の区切りとして、戦前・戦中・戦後という時代区分をする。
戦後期（せんごき）ともいい、同じ当事者間の戦争が再度発生した場合、戦後期はのちに戦間期になることがある。 たとえば、第一次世界大戦と第二次世界大戦の間の期間である。

## 概要
「戦後」という用語は、異なる地域や国によって異なる意味を持ち、各地での戦争の影響や戦後処理によっても期間が異なってくる。ここでは、戦後の主要な出来事を簡単に示す。
- 冷戦 (1947年 - 1989年) - 第二次世界大戦後、ソビエト連邦を中心とした東側諸国 (共産主義ブロック)と、アメリカ合衆国や西ヨーロッパを中心とした西側諸国との間で、長期にわたる対立があり、これを冷戦と呼ぶ[2]。冷戦は、1947年から1989年のマルタ会談での終了宣言まで続き、さらに1991年のソ連崩壊に至った。
- 朝鮮戦争(1950-53)
- ベトナム戦争(1955–1975)

## 日本における「戦後」
21世紀の2025年（令和7年）現在の日本において、戦後とは、直近の戦争で20世紀における1945年（昭和20年）の第二次世界大戦の終結（終戦）後を指す。日本人にとって精神的に大きな影響を与えた1945年（昭和20年）8月15日（終戦の日）以降を戦後の始まりとし、「戦前・戦中」「戦後」として区分し、認識されている場合が多い。この1945年（昭和20年）を「戦後0年」として、その後の年は「戦後n年」と表現される。2025年は「戦後80年」に当たる。「近代」の終わりと規定する考察もある。
日本においては戦後に連合国軍最高司令官総司令部（GHQ/SCAP）により様々な戦後改革が実施されたこと、連合国軍占領期以降イギリスやアメリカ合衆国、フランスなどからの文化が戦前より広範にもたらされたこと、新技術が開発されたこと、高度経済成長を遂げたことなどにより、戦前・戦中に比べて社会システムが急速に大きく変化したため、他の国よりも「戦後」という言葉のもつ意味合いは大きい。日本は第二次世界大戦以後、大規模な国際紛争・戦争に巻き込まれていないため、「戦後」＝「第二次世界大戦後から現在」というイメージが固定されている。
ただし、その時期については明確な定義はなく、戦中の始まりを満州事変とするか、盧溝橋事件とするか、真珠湾攻撃とするかなど人によって差異がある。日本が再び国際社会の一員となり、「もはや戦後ではない」 といわれた1956年（昭和31年）までの激動の期間と定義する意見もある。
太平洋戦争(大東亜戦争)終結を具体的にいつとみなすかは種々の意見があるため、“戦後”の始まりについても同様に種々の意見がある。
- 玉音放送によってポツダム宣言を受諾し日本が降伏したことを多数の日本国民が知ることになった日（1945年（昭和20年）8月15日）を戦後の始まりとする意見
- 1945年（昭和20年）8月23日終結のソ連に対する樺太の戦いの終結をもって始まりとする意見
- 占領期間中に日本国憲法が施行された1947年（昭和22年）5月3日（憲法記念日）とする意見

“戦後”という用語・概念は、日本人・日本にとって大きな変革を及ぼした。第二次世界大戦の経験を踏まえ、国民主権と戦争放棄・恒久平和主義を謳う日本国憲法を新たに制定した日本はアメリカ合衆国と軍事同盟を締結し西側陣営の資本主義・民主主義国家の一員として国際社会に復帰し、高度経済成長で世界第2位の経済大国となったが、1990年代以降低成長期に転じ、さまざまな論争が行われている。

### 第二次世界大戦後の日本の主な年表

#### 戦後混乱期
- 1945年（昭和20年）
  - 8月14日 ポツダム宣言受諾。
  - 8月15日 正午（日本時間。グリニッジ標準時午前3時） 玉音放送でポツダム宣言受諾（日本の降伏）が国民に公表される。
  - 9月2日 戦艦ミズーリ艦上において降伏文書に調印（日本の降伏）。
- 1946年（昭和21年）
  - 1月1日 昭和天皇の「人間宣言」。
  - 11月3日 大日本帝国憲法の改正手続を経て、日本国憲法公布。
- 1947年（昭和22年）5月3日 日本国憲法施行、大日本帝国憲法失効。
- 1949年（昭和24年） ドッジ・ライン（安定恐慌）。

#### 戦後復興期
- 1950年（昭和25年） 
  - 5月 - 朝鮮戦争（朝鮮特需）。
- 1951年（昭和26年）
  - 9月8日 - 一部の連合国との日本国との平和条約（サンフランシスコ講和条約）、日本国とアメリカ合衆国との間の安全保障条約（旧安保）調印。

- 1952年（昭和27年）
  - 3月1日 - 計量法が施行。
  - 4月28日 - 日本国との平和条約発効、日本の主権回復。
- 1953年（昭和28年）
  - 7月 - 昭和の大合併が始まる。
  - 12月25日 - 奄美諸島が日本復帰。
- 1954年（昭和29年）
  - 3月1日 - ビキニ環礁で水爆実験（キャッスル作戦）、第五福竜丸の乗組員が被曝する。
  - 7月1日 - 警察予備隊から保安隊と編制を経て、自衛隊（陸上自衛隊・海上自衛隊・航空自衛隊）設立。防衛庁（現在の防衛省）設置。
  - この年の12月から、神武景気（高度経済成長期）が始まる。

#### 高度経済成長期
- 1955年（昭和30年）戦後10年。
  - 10月13日 社会党の右派と左派が再統一され、日本社会党が成立。
  - 11月15日 保守合同により自由党と日本民主党が合併し、自由民主党が成立（いわゆる「55年体制」の始まり）。
- 1956年（昭和31年）
  - 10月16日 ソビエト連邦との日ソ共同宣言調印。
  - 11月19日 東海道本線全線電化。
  - 12月18日 国際連合加盟。
  - 『経済白書』で「もはや戦後ではない」という言葉が使われ、戦後の復興が完了した。
- 1957年（昭和32年） なべ底不況。
  - 11月15日 - 名古屋市営地下鉄が開業。
- 1958年（昭和33年） 岩戸景気。
- 1959年（昭和34年） 紀勢本線が全通。
- 1960年（昭和35年）6月19日 日本国とアメリカ合衆国との間の相互協力及び安全保障条約（新安保）調印。
- 1962年（昭和37年）から、オリンピック景気が始まる。
- 1963年（昭和38年）
  - 名神高速道路開通。
- 1964年（昭和39年）
  - 10月1日 東海道新幹線開通。
  - 10月10日 - 10月24日 東京オリンピック開催。
  - 11月8日 - 11月12日 東京パラリンピック開催。
- 1965年（昭和40年）戦後20年。
  - 6月 - 東京都議会が解散。都道府県議会の解散は戦後初。
  - 6月22日 大韓民国（韓国）との間に日韓基本条約を締結。
  - この年の11月から、いざなぎ景気が始まる。
- 1966年（昭和41年） 日本の総人口が1億人を突破。
- 1967年（昭和42年）
  - 2月11日 前年施行の改正祝日法適用および「建国記念の日となる日を定める政令」施行により、1873年（明治6年）に定められ1948年（昭和23年）に廃止された旧祝祭日の紀元節[注 2] が、国民の祝日の一つ「建国記念の日」として事実上復活。
- 1968年（昭和43年）
  - 9月 - 明治維新100周年。
- 1969年（昭和44年）
  - 5月26日 - 東名高速道路が開通。
- 1970年（昭和45年）
  - 3月14日 - 9月13日 大阪府で初の日本万国博覧会開催。
- 1971年（昭和46年） 
  - 熊本県を中心に九州地方で豚熱が広まる。
  - 6月30日 - 三大都市圏近郊以外で初の高速自動車国道として九州自動車道が初開通。
  - 8月 - ニクソン・ショック。
- 1972年（昭和47年）
  - 2月3日 - 2月13日 札幌オリンピック開催。
  - 3月15日 - 山陽新幹線岡山駅まで開業。
  - 5月13日 - 大阪千日デパート火災。
  - 5月15日 - アメリカ合衆国からの沖縄返還、日米両政府間の沖縄返還協定発効による沖縄県の日本復帰。
  - 9月29日 - 中華人民共和国との日中共同声明調印。
  - 12月16日 - 横浜市営地下鉄が開業。
- 1973年（昭和48年）
  - 10月 - 第一次オイルショック。
  - 11月29日 - 熊本大洋デパート火災。

#### 安定成長期
- 1974年（昭和49年）
  - 戦後初のマイナス成長。
- 1975年（昭和50年）戦後30年。
  - 3月10日 - 山陽新幹線が全通し、九州に初めて新幹線が走る。
- 1976年（昭和51年） 
  - 7月 -ロッキード事件。
- 1977年（昭和52年）
  - 3月13日 - 神戸市地下鉄が開業、地下鉄で初めて冷房車が走る。
- 1978年（昭和53年）
  - 4月6日 - 池袋サンシャイン60が開業。
  - 5月21日 - 成田国際空港開港。
  - 8月12日 日中友好条約調印。
  - 12月 第二次オイルショック。
- 1979年（昭和54年）
  - 4月28日 - 渋谷109が開業。
  - 11月 - 四十日抗争
- 1980年（昭和55年）
  - 6月22日 - 初の衆参同日選挙が開催。
- 1981年（昭和56年）
  - 2月5日 - 世界初の無人運転電車ポートライナーが神戸市で開業。3月16日には2例目となった大阪市のニュートラム（南港ポートタウン線）が開業。
  - 5月29日 - 京都市地下鉄が開業。
  - 7月26日 - 福岡市地下鉄が開業。
- 1982年（昭和57年）
  - 6月23日 - 東北新幹線が初開業。
  - 11月10日 - 中央自動車道が全通。
  - 11月15日 - 上越新幹線が開業。
  - 11月27日 - 中曽根康弘が「戦後政治の総決算」を掲げ第72代内閣総理大臣に就任。
- 1983年（昭和58年）
  - 3月24日 - 中国自動車道が全通。
  - 4月15日 - 東京ディズニーランド開業。
- 1985年（昭和60年）戦後40年。
  - 4月1日 - 日本電信電話公社・日本専売公社が民営化、日本電信電話（NTT）・日本たばこ産業（JT）の発足。
  - 8月12日 - 日本航空123便墜落事故
  - 9月22日 - プラザ合意（円高不況）。
  - 10月2日 - 関越自動車道が全通。
- 1986年（昭和61年）
  - 7月30日 - 東北自動車道が全通。
  - 12月から、バブル景気（平成景気）が始まる。

#### バブル経済期
- 1987年（昭和62年）
  - 2月22日 ルーブル合意。
  - 4月1日 国鉄分割民営化。JRグループの発足。
- 1988年（昭和63年） 
  - 3月13日 - 青函トンネル開業。
  - 4月10日 - 瀬戸中央自動車道が開通。
  - リクルート事件。
- 1989年（昭和64年/平成元年）1月7日 昭和天皇が崩御、皇太子明仁親王が第125代天皇に践祚。
  - 1月8日 元号法の規定により、戦後初めて元号が「昭和」から「平成」に改められる。
  - 12月29日 日経平均株価が平成時代当時の史上最高値に（ザラ場 38957.44円、終値38915.87円)。
- 1990年（平成2年）
  - 大阪花博が開催。

#### バブル経済と55年体制の崩壊期
- 1991年（平成3年）
  - この年の6月から、いわゆるバブル崩壊（低成長期）が始まる。
  - 6月5日 - 9月11日 初の自衛隊海外派遣（海上自衛隊のペルシャ湾派遣）。
  - 12月25日 ソビエト連邦の崩壊。
- 1992年（平成4年）
  - 3月14日 - 東海道新幹線で開業以来27年半ぶりの新種別のぞみ (列車)運行開始。
- 1993年（平成5年）
  - 8月9日 細川護熙が首相に就任、細川内閣成立により55年体制崩壊。
- 1994年（平成6年）
  - 9月4日 - 関西国際空港開港。
- 1995年（平成7年） 戦後50年。
  - 1月17日 兵庫県南部地震、阪神・淡路大震災発生。
  - 3月20日 地下鉄サリン事件発生。
  - 7月27日 - 九州自動車道が全通。
  - 8月15日 村山改造内閣下で、村山富市首相による村山内閣総理大臣談話「戦後50周年の終戦記念日にあたって」が発表される。
- 1996年（平成8年）
  - 民主党結成。
- 1997年（平成9年） 
  - アジア通貨危機。
  - 10月1日 - 北陸新幹線が初開業。
  - 12月14日 - 山陽自動車道全通。
- 1998年（平成10年）
  - 2月7日 - 2月22日 長野オリンピック開催。
  - 3月5日 - 3月14日 長野パラリンピック開催。
  - 4月5日 - 明石海峡大橋が開通し神戸淡路鳴門自動車道が全通。
- 1999年（平成11年）
  - 5月1日 - 瀬戸内しまなみ海道が全通。
- 2000年（平成12年）
  - ITバブル崩壊。
  - 12月1日 BSデジタル放送開始。
- 2001年（平成13年）
  - 1月6日 中央省庁再編

#### 構造改革期
- 2002年（平成14年）
  - 5月31日 - 6月30日 サッカーワールドカップを大韓民国と日本が共催。
  - 12月1日 - 東北新幹線が八戸駅まで延長。
- 2003年（平成15年）
  - 12月1日 3大都市圏である東京・大阪および名古屋のNHK3局、民放16社から地上デジタル放送開始。
- 2004年（平成16年）
  - 3月13日 - 九州新幹線が初開業。
  - 4月1日 - 営団地下鉄民営化に伴い東京地下鉄が設立。成田国際空港民営化。
  - 国会議員の年金未納問題が相次ぐ。
- 2005年（平成17年）戦後60年。日本の総人口の減少が始まる。
  - 3月25日 - 9月25日 愛知県にて2005年日本国際博覧会（「愛・地球博」、愛知万博）開催 - 1970年（昭和45年）の大会以来2回目。
  - 10月1日 - 道路四公団民営化。
  - AKB48がデビュー。
- 2006年（平成18年）
  - 9月26日 -「戦後レジームからの脱却」を公約に掲げた安倍晋三が、自由民主党総裁及び第90代内閣総理大臣に就任（初の戦後生まれの総理大臣となる）、第1次安倍内閣が発足するが、短期間で終わる。
  - 12月1日 全47都道府県庁所在地および近接市町村で地上デジタル放送開始。
  - 12月22日 - 教育基本法改正公布・施行。
- 2007年（平成19年）
  - 1月9日 - 防衛庁が防衛省に移行。
  - 5月14日 - 日本国憲法の改正手続に関する法律成立（同年5月18日公布）。
  - 10月1日 - 郵政民営化。
  - 11月 - サブプライムローンショック。

#### 世界金融危機から政権交代期
- 2008年（平成20年）
  - 4月1日 - 後期高齢者医療制度が開始。
  - 9月 - 世界金融危機（リーマン・ショック）。
  - 12月 - 新型インフルエンザの世界大流行が始まる。
- 2009年（平成21年）
  - 3月20日 - 阪神なんば線が全通。
  - 9月16日 - 鳩山由紀夫が首相に就任、鳩山由紀夫内閣が発足（民主党による本格的政権交代が実現）。
- 2010年（平成22年） 
  - 欧州ソブリン危機。
  - 宮崎県で口蹄疫が蔓延。
  - 7月17日 - 京成成田空港線が全通。
  - 12月4日 - 東北新幹線全通。
- 2011年（平成23年）
  - 3月11日 東日本大震災（東北地方太平洋沖地震）・福島第一原子力発電所事故発生。
  - 3月12日 - 九州新幹線全通。
  - 5月1日 - 大阪駅大改造が完了し大阪ステーションシティが開業。
  - 7月24日 - 東北地方太平洋沖主要被災3県（岩手県、宮城県、福島県）を除く44都道府県の全局が地上アナログテレビ放送停波、地上デジタル放送へ完全移行。
- 2012年（平成24年）
  - 3月31日 - 東日本大震災の影響で延期されていた岩手県、宮城県、福島県の3県の地上アナログテレビ放送停波、日本全国での地上デジタル放送化が完了した。
  - 12月26日 - 民主党下野。自民党による政権奪還が実現、公明党との自公連立政権が復活。第2次安倍内閣が発足。

#### アベノミクス期
- 2013年（平成25年）
  - 3月16日 - 東急東横線と東京メトロ副都心線の相互直通を開始。
  - 12月13日 - 特定秘密保護法公布。
- 2014年（平成26年）
  - 3月7日 - あべのハルカスが開業。
  - 7月20日 - 舞鶴若狭自動車道全通。
  - 12月10日 - 特定秘密保護法施行。
- 2015年（平成27年）戦後70年。
  - 3月14日 - 北陸新幹線が金沢駅まで開業。
  - 8月14日 - 第97代内閣総理大臣の安倍晋三が、第3次安倍内閣における閣議決定に基づき「安倍内閣総理大臣談話」を発表。
  - 9月19日 - 自公連立政権の下で、平和安全法制成立。
  - 10月5日 - マイナンバー法施行。
- 2016年（平成28年）
  - 3月26日 - 北海道新幹線新函館北斗駅まで開業。
  - 3月27日 - 民主党と維新の党が合流して民進党結成。
  - 3月29日 - 平和安全法制施行。
  - 4月16日 - 熊本・大分地震。
  - 6月19日 - 改正公職選挙法施行。18歳選挙権成立、71年ぶりの選挙権年齢拡大[注 3]。同年7月10日投開票の第24回参議院議員通常選挙・2016年鹿児島県知事選挙から適用。
  - 8月8日 明仁天皇が「象徴としてのお務めについての天皇陛下のおことば」として、国民に向けてビデオ映像を用いての自らのメッセージを発表。
- 2017年（平成29年）
  - 6月16日 - 天皇の退位等に関する皇室典範特例法公布。
  - 9月25日 - 民進党左右分裂、希望の党結成。
  - 10月3日 - 民進党左派が立憲民主党結成。
  - 10月22日 - 第48回衆議院議員総選挙。
  - 北朝鮮によるミサイル発射実験激化。
- 2018年（平成30年）
  - 5月7日 - 民進党右派と希望の党が合流して国民民主党結成。
  - 6月28日 - 7月8日 西日本豪雨発生。
- 2019年（平成31年/令和元年）
  - 4月30日 - 天皇の退位等に関する皇室典範特例法施行。明仁天皇が退位し上皇となる。
  - 5月1日 - 皇太子徳仁親王が「第126代天皇」に践祚・即位し「平成」から「令和」に改元、202年ぶりの譲位[注 4]。
  - 9～10月 - ラグビーワールドカップが日本で開催。
  - 11月 - 新型コロナウイルス感染症の世界的流行が発生。

#### コロナ禍
- 2020年（令和2年）
  - 2月 - 新型コロナウイルス感染症の大流行が日本全国にも広がる。
  - 6月1日 - 北神急行電鉄が神戸市営地下鉄北神線となる。
  - 9月 - 安倍晋三が首相を退陣。
- 2021年（令和3年）
  - 7月23日 - 8月8日 東京オリンピック開催 - 1964年（昭和39年）の大会以来2回目、1940年（昭和15年）の未開催大会も含めれば3回目。
  - 8月24日 - 9月5日 東京パラリンピック開催 - 1964年（昭和39年）の大会以来2回目。
- 2022年（令和4年）
  - 4月1日 - 改正民法施行。成人年齢（成年）が「20歳」から「18歳」に引き下げ、女性の婚姻可能年齢が「16歳」から「18歳」に引き上げ、男性と同等になる。
  - 7月8日 - 奈良県奈良市大和西大寺駅北口において、遊説中の安倍晋三元総理が銃撃され死去した。総理経験者が襲撃され死亡した事件は戦後初である。
  - 9月22日 - 西九州新幹線が部分開業。

#### アフターコロナ
- 2023年（令和5年）

  - 5月8日 - 新型コロナウイルスの感染症法上の位置付けが5類感染症に移行[3]。
  - 11月24日 - 麻布台ヒルズが完成、日本一高いビルとなる。
- 2024年（令和6年）
  - 1月1日 - 能登半島地震発生。
  - 2月22日 - 日経平均株価、平成バブル期につけた史上最高値を34年ぶりに更新。
  - 3月16日 - 北陸新幹線が敦賀駅まで延長。

#### 今後の予定
- 2025年（令和7年）戦後80年。
  - 4月1日 - 京成電鉄が新京成電鉄を合併。
  - 5月3日 - 11月3日 大阪府にて2025年日本国際博覧会（大阪・関西万博）開催 - 2005年（平成17年）の大会以来3回目。
  - 8月 - 世界陸上東京大会が開催予定。
- 2026年（令和8年）
  - 9月 - アジア大会名古屋大会が開催予定。
- 2028年（令和10年）
  - 3月 - 東京駅前に標高390mの東京トーチビルが開業予定。

## アメリカ合衆国における「戦後」
第二次世界大戦（1939年 - 1945年）以降も10年から20年単位で不正規戦争を繰り返しているアメリカ合衆国では、「戦後（post-war）」という概念は存在しない。辛うじて同国史上唯一の内戦である南北戦争を境に「戦前（antebellum, pre-war）」「戦後（postbellum, post-war）」といわれることもある。

## イギリスにおける「戦後」
イギリスでは、1945年のクレメント・アトリー政権から 1979年のマーガレット・サッチャー政権までの期間を、Post-war consensus(戦後コンセンサス期間)という。

## スイスにおける「戦後」
スイスで「戦後」は一般的に1815年以降（ナポレオン戦争後）のことを指す。1815年のウィーン会議においてスイスは国家としての「永世中立国」が認められたからである。第一次世界大戦と第二次世界大戦でも武装中立を維持し積極的に戦争には加わらなかったため、他のヨーロッパ諸国とは違い1815年からの「戦後」は続いた。

## その他の「戦後」
- 韓国・北朝鮮 - 朝鮮戦争後（1953年 － ）。特に韓国では、日本の植民地支配から解放された1945年8月15日を境に「解放前」「解放後」という表現が用いられ、「戦前」「戦後」よりも「解放前」「解放後」の使用頻度が高い。朝鮮半島が南北に分断された1945年を「分断0年」として、現在の年を「分断n年」と表現することもある（日本の「戦後n年」に相当）。
- 旧ユーゴスラビア連邦諸国 - ユーゴスラビア紛争後（およそ1995年 － ）
- 京都においては「この前の『戦』が第二次世界大戦ではなく応仁の乱を指し、戦後とはそれ以降である」と言われることがある。これは細川護貞が「前の戦争（応仁の乱）で細川家の宝物が焼けた」と言ったという話があり、また京都市内はそれほど第二次世界大戦中の空襲で被害を受けなかったことが元になっている。しかし京都市民の間でもそのように捉えている人は少数にとどまり[4]、京都府や京都市の公文書など公的な場でそのような表現がされることはない。
- 福島県会津地方（旧会津藩、主に現在の会津若松市）においては、同様に「この前の『戦』が戊辰戦争を指し、戦後とはそれ以降である」というジョークがある。会津では第二次世界大戦での戦災が比較的少なく、それより戊辰戦争による旧長州藩（現在の山口県萩市にほぼ相当）に対する遺恨が深いため[5]とされるが、あくまでジョークの域を出ない。